# 叱らない母親
叱らない母親（しからないははおや）は、小野拓実による日本のレディースコミック作品。読者に反響のあった11作品が選集されている。

## 内容
育児トラブルをテーマにした作品。キャッチコピーは「躾ゼロの親子」。

## 略奪結婚
略奪愛をテーマにした作品。キャッチコピーは「横取り女は不幸女」。
あらすじ
スポーツジムに通う専業主婦の美那子は、ロッカールームで前夫を奪った瑠羽とばったり顔を合わせてしまった。
登場人物
早川 美那子
本編の主人公。金と時間を持て余したセレブ妻。バツイチ。旧姓は林田。
2年前、同僚であった瑠羽に邦生を奪われ、現在は周と再婚している。駅近くにある一軒家に住んでおり、悠々自適な生活を送っている。旅行が趣味。
早川 周
美那子の後夫。年齢は彼女よりも1回り上。
眼鏡をかけた中年のサラリーマン。妻思いの優しい性格。美那子と結婚して1年を迎える。
林田 瑠羽
本編のもう1人の主人公。パートをいくつも掛け持ちしている貧乏妻。
自己中心的かつ強欲な性格。かつて同僚だった美那子から邦夫を寝取り、妊娠した末に結ばれるが、その後はひたすら苦労を重ねている。
林田 邦生
瑠羽の夫で、美那子の前夫。
気弱で流されやすい性格だが、酔うと暴力的になる。再婚後すぐにリストラとなってしまい、現在は無職。
邦生の母（仮称）
定年過ぎ。後嫁である瑠羽に対し、辛く当たっている。
邦生の姉（仮称）
子持ちの既婚者。実家住まい。
経済苦に陥った弟夫婦と同居しているが、瑠羽のことを激しく毛嫌いしている。
邦生の義兄（仮称）
俗に言うマスオさん状態。妻と同じく、瑠羽のことを疎ましく思っている。
お隣さん（仮称）
周と瑠羽の関係に真っ先に気づいた。

## 姑問題
不倫をテーマにした作品。キャッチコピーは「不倫姑vs告発嫁」。

## 夫の本性
夫婦間をテーマにした作品。キャッチコピーは「実家を頼る駄目夫」。

## 子供自慢
育児トラブルをテーマにした作品。キャッチコピーは「大迷惑なママ友」。
あらすじ
昔から大の子供嫌いである美保には、娘を出産したばかりの友人・奈々がおり、最近になって彼女が悩みの種となりつつある。
登場人物
前田 美保
本編の主人公。子供嫌いな専業主婦。
最近、奈々との関係に嫌気が差してきており、解消しようと考えている。
前田 史斗
美保の夫。妻と同じく、大の子供嫌い。
林 奈々
美保の友人。出産したばかりの新米ママ。押しつけがましい性格。
結婚前は子供嫌いだったが、栞を出産してからは子育ての話ばかりするようになり、美保との間に距離が生じていく。
林 栞
奈々の愛娘。

## 友をパートで雇ったら
友人トラブルをテーマにした作品。キャッチコピーは「逆ギレ主婦」。
あらすじ

登場人物

## 夫の遺産
遺産問題をテーマにした作品。キャッチコピーは「金の亡者、義母&小姑」。

## 信じた私が馬鹿でした
マザコンをテーマにした作品。キャッチコピーは「マザコン浮気夫」。

## 不満のはけ口
キャッチコピーは「夫と娘を見下す主婦」。

## いじめの罰
いじめをテーマにした作品。キャッチコピーは「自殺に追い込んだ女生徒」。

## 私の不幸は誰のせい!?
離婚をテーマにした作品。キャッチコピーは「離婚を勧める女」。